# Pedro Linares
Pedro Linares López, né le 29 juin 1906 à México et décédé le 25 janvier 1992, est un célèbre artisan mexicain. Il  est le créateur des figurines en papier mâché connues sous de nom d'alebrijes.

## Biographie
Pedro Linares a commencé comme un habile fabricant de figurines de Judas en papier maché pour Diego Rivera, Frida Kahlo et de nombreux autres artistes de l'Académie de San Carlos. L'art de l'alebrije a été créé par Pedro Linares à la suite d'une maladie, survenue à l'âge de 30 ans. Ses propres alebrijes sont nés d'un rêve, représentant sa mort et sa résurrection dans un décor montagneux peuplé de ces créatures farouches.
Alors qu'il était au lit, Linares rêva d'un lieu étrange ressemblant à une forêt. Il y avait des arbres, des animaux, des nuages, le ciel, des rochers, etc. ; il  ne ressentait aucune douleur et éprouvait une sensation de bonheur en  parcourant cet endroit. Soudain, des rochers, des nuages et des animaux se transformèrent en créatures bizarres ; il vit un âne aux ailes de papillon, un coq avec des cornes de taureau, un lion à tête d'aigle, qui se mirent à crier le mot : « Alebrijes ». Et tous les animaux reprenaient de plus en plus fort : « Alebrijes, alebrijes, alebrijes, alebrijes ! ».
La clameur était épouvantable, et Linares ne put la supporter bien longtemps. Il fut pris d'un terrible mal de tête et partit en courant sur une route en pierre où un homme marchait. Linares demanda à l'homme de l'aider à fuir. L'homme  répliqua qu'il n'aurait pas dû se trouver là et que Linares devait encore marcher quelques mètres sur cette route afin d'atteindre la sortie. Linares courut jusqu'à qu'il se retrouve devant une fenêtre étroite, qu'il passe par cette fenêtre et se réveille.
Une fois remis de sa maladie , Linares a donné vie à sa vision et c'est ainsi qu'est né l'art de fabriquer des alebrijes. Le moyen qu'il a choisi afin de faire découvrir à sa famille et à tout le monde les animaux qu'il avait vus, c'est de prendre un morceau de papier et de mouler des figurines de son souvenir, puis de les peindre telles qu'il les avait vues dans son rêve.
Très vite, Pedro Linares a été reconnu comme le meilleur artisan du Mexique. Des créateurs et des artistes d'alebrijes ont émergé dans tout le pays, s'inspirant de l'œuvre de Pedro Linares. Ces œuvres sont très populaires au Mexique et dans le monde entier. Diego Rivera a déclaré que personne d'autre n'aurait pu façonner les personnages étranges qu'il demandait. Le travail réalisé par Linares pour Diego Rivera est à présent exposé au Musée Anahuacalli à México. Pedro Linares a reçu le Prix national des arts et des sciences dans la catégorie Arts populaires et traditionnels en 1990, la plus haute décoration décernée aux artisans par le gouvernement mexicain. Deux ans plus tard, Pedro Linares est décédé, à l'âge de 85 ans.
Ses trois enfants et plus tard ses petits-enfants ont gardé le nom Linares, synonyme de l'art raffiné de la cartonería. Les alebrijes continuent d'être produits par la famille Linares et dans d'autres ateliers à travers le Mexique. Ils sont exportés vers des galeries d'art qui exposent l'art mexicain dans le monde entier et sont une excellente illustration du talent mexicain.